# Collegio di Spelthorne
Spelthorne è un collegio elettorale inglese situato nel Surrey rappresentato alla Camera dei comuni del parlamento del Regno Unito. Elegge un membro del parlamento con il sistema maggioritario a turno unico; l'attuale parlamentare è Lincoln Jopp del Partito Conservatore, che rappresenta il collegio dal 2024.

## Estensione
- 1918-1945: i distretti urbani di Feltham, Hampton, Hampton Wick, Staines, Sunbury-on-Thames e Teddington, e il distretto rurale di Staines
- 1945-1950: i distretti urbani di Feltham, Staines, Sunbury-on-Thames e Yiewsley and West Drayton.
- 1950-1955: i distretti urbani di Feltham, Staines e Sunbury-on-Thames.
- 1955-1983: i distretti urbani di Staines e Sunbury-on-Thames.
- dal 1983: il borgo di Spelthorne.

## Membri del parlamento
| Elezione | Elezione        | Deputato           | Partito      |
| -------- | --------------- | ------------------ | ------------ |
|          | 1918            | Philip Pilditch    | Conservatore |
| 1931     | Reginald Blaker |                    | Conservatore |
|          | 1945            | George Pargiter    | Laburista    |
|          | 1950            | Beresford Craddock | Conservatore |
| 1970     | Humphrey Atkins |                    | Conservatore |
| 1987     | David Wilshire  |                    | Conservatore |
| 2010     | Kwasi Kwarteng  |                    | Conservatore |
| 2024     | Lincoln Jopp    |                    | Conservatore |

## Elezioni

### Elezioni negli anni 2020
| Partito                    | Partito                                   | Candidato                  | Risultati 4 luglio 2024 | Risultati 4 luglio 2024 |
| Partito                    | Partito                                   | Candidato                  | Voti                    | %                       |
| -------------------------- | ----------------------------------------- | -------------------------- | ----------------------- | ----------------------- |
|                            | Conservatore                              | Lincoln Jopp               | 14 038                  | 30,41                   |
|                            | Laburista                                 | Claire Tighe               | 12 448                  | 26,96                   |
|                            | Lib Dem                                   | Harry Boparai              | 8 710                   | 18,87                   |
|                            | Reform UK                                 | Rory O'Brien               | 8 284                   | 17,94                   |
|                            | Verde                                     | Manu Singh                 | 2 413                   | 5,23                    |
|                            | Social Democratico                        | Alistair Miller            | 273                     | 0,59                    |
|                            |                                           |                            |                         |                         |
| Iscritti                   | Iscritti                                  | Iscritti                   | 73 782                  | 100,00                  |
| ↳ Votanti (% su iscritti)  | ↳ Votanti (% su iscritti)                 | ↳ Votanti (% su iscritti)  | 46 166                  | 62,57                   |
| ↳ Astenuti (% su iscritti) | ↳ Astenuti (% su iscritti)                | ↳ Astenuti (% su iscritti) | 27 616                  | 37,43                   |
|                            |                                           |                            |                         |                         |
|                            | Esito: collegio confermato a Conservatore |                            |                         |                         |

### Elezioni negli anni 2010
| Partito                    | Partito                                   | Candidato                  | Risultati 12 dicembre 2019 | Risultati 12 dicembre 2019 |
| Partito                    | Partito                                   | Candidato                  | Voti                       | %                          |
| -------------------------- | ----------------------------------------- | -------------------------- | -------------------------- | -------------------------- |
|                            | Conservatore                              | Kwasi Kwarteng             | 29 141                     | 58,86                      |
|                            | Laburista                                 | Pavitar Mann               | 10 748                     | 21,71                      |
|                            | Lib Dem                                   | David Campanale            | 7 499                      | 15,15                      |
|                            | Verdi                                     | Paul Jacobs                | 2 122                      | 4,29                       |
|                            |                                           |                            |                            |                            |
| Iscritti                   | Iscritti                                  | Iscritti                   | 70 929                     | 100,00                     |
| ↳ Votanti (% su iscritti)  | ↳ Votanti (% su iscritti)                 | ↳ Votanti (% su iscritti)  | 49 783                     | 70,19                      |
| ↳ Astenuti (% su iscritti) | ↳ Astenuti (% su iscritti)                | ↳ Astenuti (% su iscritti) | 21 146                     | 29,81                      |
|                            |                                           |                            |                            |                            |
|                            | Esito: collegio confermato a Conservatore |                            |                            |                            |

| Partito                    | Partito                                   | Candidato                  | Risultati 8 giugno 2017 | Risultati 8 giugno 2017 |
| Partito                    | Partito                                   | Candidato                  | Voti                    | %                       |
| -------------------------- | ----------------------------------------- | -------------------------- | ----------------------- | ----------------------- |
|                            | Conservatore                              | Kwasi Kwarteng             | 28 692                  | 57,25                   |
|                            | Laburista                                 | Rebecca Geach              | 15 267                  | 30,46                   |
|                            | Lib Dem                                   | Rosie Shimell              | 2 755                   | 5,50                    |
|                            | UKIP                                      | Redvers Cunningham         | 2 296                   | 4,58                    |
|                            | Verdi                                     | Paul Jacobs                | 1 105                   | 2,20                    |
|                            |                                           |                            |                         |                         |
| Iscritti                   | Iscritti                                  | Iscritti                   | 72 784                  | 100,00                  |
| ↳ Votanti (% su iscritti)  | ↳ Votanti (% su iscritti)                 | ↳ Votanti (% su iscritti)  | 50 221                  | 69,00                   |
| ↳ Astenuti (% su iscritti) | ↳ Astenuti (% su iscritti)                | ↳ Astenuti (% su iscritti) | 22 563                  | 31,00                   |
|                            |                                           |                            |                         |                         |
|                            | Esito: collegio confermato a Conservatore |                            |                         |                         |

| Partito                    | Partito                                   | Candidato                  | Risultati 7 maggio 2015 | Risultati 7 maggio 2015 |
| Partito                    | Partito                                   | Candidato                  | Voti                    | %                       |
| -------------------------- | ----------------------------------------- | -------------------------- | ----------------------- | ----------------------- |
|                            | Conservatore                              | Kwasi Kwarteng             | 24 386                  | 49,69                   |
|                            | UKIP                                      | Redvers Cunningham         | 10 234                  | 20,85                   |
|                            | Laburista                                 | Rebecca Geach              | 9 114                   | 18,57                   |
|                            | Lib Dem                                   | Rosie Shimell              | 3 163                   | 6,44                    |
|                            | Verdi                                     | Paul Jacobs                | 1 724                   | 3,51                    |
|                            | Indipendente                              | Juliet Griffith            | 230                     | 0,47                    |
|                            | TUSC                                      | Paul Couchman              | 228                     | 0,46                    |
|                            |                                           |                            |                         |                         |
| Iscritti                   | Iscritti                                  | Iscritti                   | 71 232                  | 100,00                  |
| ↳ Votanti (% su iscritti)  | ↳ Votanti (% su iscritti)                 | ↳ Votanti (% su iscritti)  | 49 079                  | 68,90                   |
| ↳ Astenuti (% su iscritti) | ↳ Astenuti (% su iscritti)                | ↳ Astenuti (% su iscritti) | 22 153                  | 31,10                   |
|                            |                                           |                            |                         |                         |
|                            | Esito: collegio confermato a Conservatore |                            |                         |                         |

| Partito                    | Partito                                                    | Candidato                  | Risultati 6 maggio 2010 | Risultati 6 maggio 2010 |
| Partito                    | Partito                                                    | Candidato                  | Voti                    | %                       |
| -------------------------- | ---------------------------------------------------------- | -------------------------- | ----------------------- | ----------------------- |
|                            | Conservatore                                               | Kwasi Kwarteng             | 22 261                  | 47,06                   |
|                            | Lib Dem                                                    | Mark Chapman               | 12 242                  | 25,88                   |
|                            | Laburista                                                  | Adam Tyler-Moore           | 7 789                   | 16,47                   |
|                            | UKIP                                                       | Christopher Browne         | 4 009                   | 8,47                    |
|                            | Indipendente                                               | Ian Swinglehurst           | 314                     | 0,66                    |
|                            | Best of a Bad Bunch                                        | Rod Littlewood             | 244                     | 0,52                    |
|                            | TUSC                                                       | Paul Couchman              | 176                     | 0,37                    |
|                            | Campaign for Independent Politicians                       | John Gore                  | 167                     | 0,35                    |
|                            | Independents Federation UK - Honesty, Integrity, Democracy | Grahame Leon-Smith         | 102                     | 0,22                    |
|                            |                                                            |                            |                         |                         |
| Iscritti                   | Iscritti                                                   | Iscritti                   | 70 497                  | 100,00                  |
| ↳ Votanti (% su iscritti)  | ↳ Votanti (% su iscritti)                                  | ↳ Votanti (% su iscritti)  | 47 304                  | 67,10                   |
| ↳ Astenuti (% su iscritti) | ↳ Astenuti (% su iscritti)                                 | ↳ Astenuti (% su iscritti) | 23 193                  | 32,90                   |
|                            |                                                            |                            |                         |                         |
|                            | Esito: collegio confermato a Conservatore                  |                            |                         |                         |

### Elezioni negli anni 2000
| Partito                    | Partito                                   | Candidato                  | Risultati 5 maggio 2005 | Risultati 5 maggio 2005 |
| Partito                    | Partito                                   | Candidato                  | Voti                    | %                       |
| -------------------------- | ----------------------------------------- | -------------------------- | ----------------------- | ----------------------- |
|                            | Conservatore                              | David Wilshire             | 21 620                  | 50,48                   |
|                            | Laburista                                 | Keith Dibble               | 11 684                  | 27,28                   |
|                            | Lib Dem                                   | Simon James                | 7 318                   | 17,09                   |
|                            | UKIP                                      | Christopher Browne         | 1 968                   | 4,60                    |
|                            | UK Community Issues Party                 | Caroline Schwark           | 239                     | 0,56                    |
|                            |                                           |                            |                         |                         |
| Iscritti                   | Iscritti                                  | Iscritti                   | 68 253                  | 100,00                  |
| ↳ Votanti (% su iscritti)  | ↳ Votanti (% su iscritti)                 | ↳ Votanti (% su iscritti)  | 42 829                  | 62,75                   |
| ↳ Astenuti (% su iscritti) | ↳ Astenuti (% su iscritti)                | ↳ Astenuti (% su iscritti) | 25 424                  | 37,25                   |
|                            |                                           |                            |                         |                         |
|                            | Esito: collegio confermato a Conservatore |                            |                         |                         |

| Partito                    | Partito                                   | Candidato                  | Risultati 7 giugno 2001 | Risultati 7 giugno 2001 |
| Partito                    | Partito                                   | Candidato                  | Voti                    | %                       |
| -------------------------- | ----------------------------------------- | -------------------------- | ----------------------- | ----------------------- |
|                            | Conservatore                              | David Wilshire             | 18 851                  | 45,10                   |
|                            | Laburista                                 | Andrew Shaw                | 15 589                  | 37,30                   |
|                            | Lib Dem                                   | Martin Rimmer              | 6 156                   | 14,73                   |
|                            | UKIP                                      | Richard Squire             | 1 198                   | 2,87                    |
|                            |                                           |                            |                         |                         |
| Iscritti                   | Iscritti                                  | Iscritti                   | 68 728                  | 100,00                  |
| ↳ Votanti (% su iscritti)  | ↳ Votanti (% su iscritti)                 | ↳ Votanti (% su iscritti)  | 41 794                  | 60,81                   |
| ↳ Astenuti (% su iscritti) | ↳ Astenuti (% su iscritti)                | ↳ Astenuti (% su iscritti) | 26 934                  | 39,19                   |
|                            |                                           |                            |                         |                         |
|                            | Esito: collegio confermato a Conservatore |                            |                         |                         |

## Risultati dei referendum

### Referendum sulla permanenza del Regno Unito nell'Unione europea del 2016
|             | Collegio   | Lasciare UE % | Rimanere in UE % |
| ----------- | ---------- | ------------- | ---------------- |
|             | Spelthorne | 60,3%         | 39,7%            |
| Inghilterra | 53,3%      | 46,7%         |                  |
| Regno Unito | 51,9%      | 48,1%         |                  |